# Castelpizzuto
Castelpizzuto – miejscowość i gmina we Włoszech, w regionie Molise, w prowincji Isernia.
Według danych na rok 2004 gminę zamieszkiwały 143 osoby, 9,5 os./km².